# Allocerchysius
Allocerchysius is een geslacht van vliesvleugeligen uit de familie Encyrtidae. De wetenschappelijke naam van dit geslacht is voor het eerst geldig gepubliceerd in 1963 door Hoffer.

## Soorten
Het geslacht Allocerchysius is monotypisch en omvat slechts de volgende soort:
- Allocerchysius biroi (Erdös, 1955)